# 劉渾
武昌王劉渾（439年—455年8月29日），字休渊，刘宋文帝刘义隆第十子，母为江修仪。劉渾在宋官至雍州刺史，但他年輕而凶狠暴戾，做出很多乖張的事，在雍州就因自號楚王之事而被宋孝武帝賜死。

## 生平
元嘉二十四年（447年），劉渾九岁時，被封为汝阴王，食邑二千户，師事袁顗。官拜后军将军，加散骑常侍。元嘉二十九年（452年），因著封地汝陰郡在之前元嘉北伐遭南侵的北魏軍破壞，宋文帝徙封刘浑为武昌王。元嘉三十年（453年），太子劉劭弑父自立，以劉渾为中书令。同年宋孝武帝刘骏推翻劉劭即位，授刘浑征虏将军、南彭城、東海二郡太守，镇守京口。孝建元年（454年），改授使持节、监雍、梁、南北秦四州、荊州之竟陵隨二郡诸军事、宁蛮校尉、雍州刺史。
刘浑年少凶狠暴戾，曾經在石頭城因怨恨身邊隨行屬下而用防身刀砍他們。父親宋文帝被劉劭殺害後將入葬，但在前夕他竟裸著身體，脫了冠帽露著頭走進散騎省玩樂，更彎弓射向通直郎周朗，更射中其後枕，用以取樂，無喪父哀思。至孝建二年（455年），劉渾到襄陽後竟與身邊下屬作文檄，自稱「楚王」，甚至建年號「永光」，稱永光元年，備置百官，以這種僭越之事開玩笑取樂。征虜長史王翼之取其手書文件進呈孝武帝，孝武帝遂命令有關部門上奏免劉渾為庶人，指令太常剝奪其宗籍，流放到始安郡。孝武帝又派了寵臣員外散騎侍郎戴明寶前去詰責劉渾，逼令他自殺，留在襄陽就地下葬，享年十七歲。大明四年（460年），孝武帝讓劉渾遷葬到生母江太妃的墓旁。宋明帝即位後，追封劉渾為武昌縣侯。

## 延伸阅读
[在维基数据编辑]
 《宋書/卷79》，出自沈约《宋书》